# Honigmelone

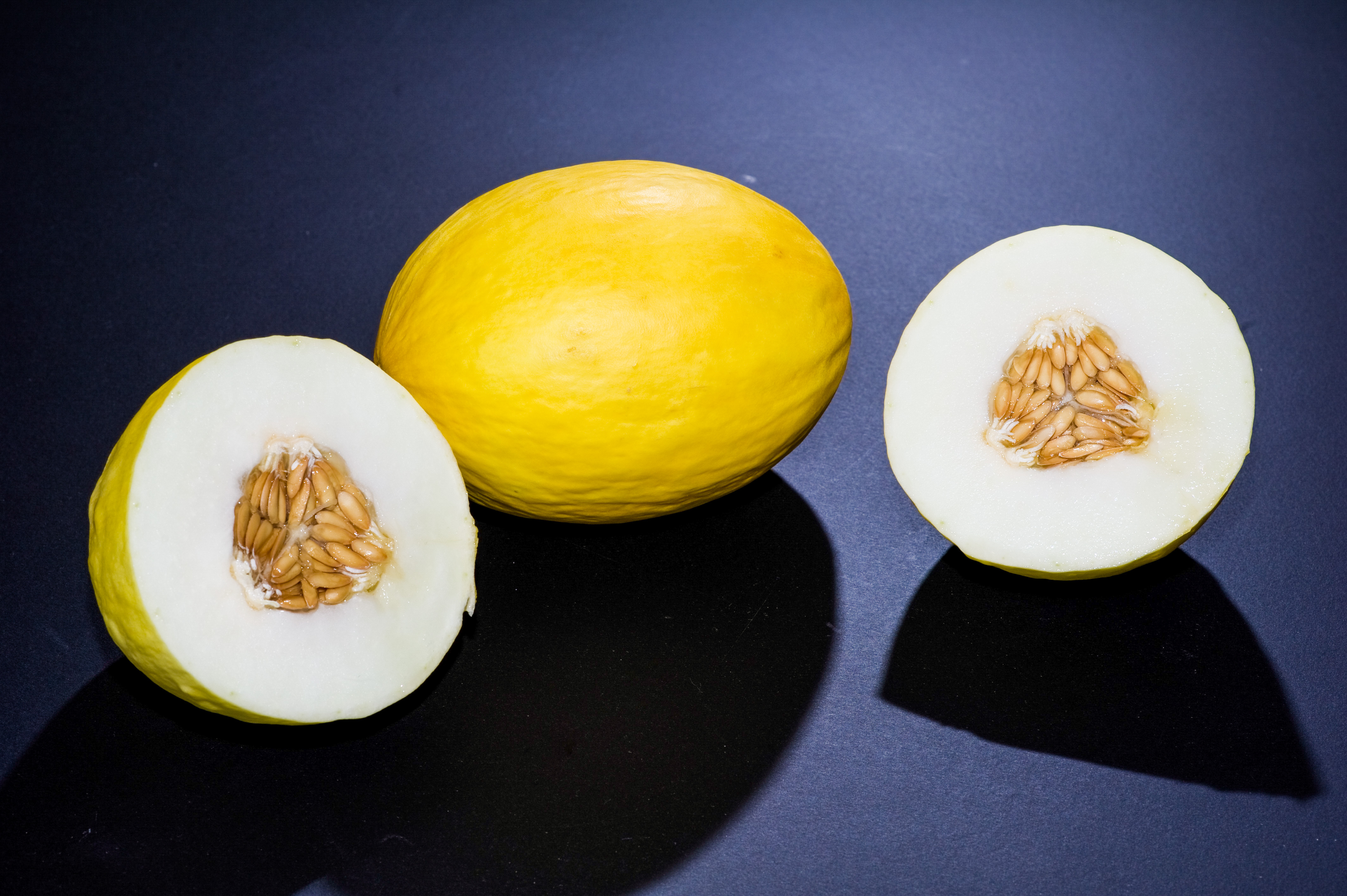
Aufgeschnittene Honigmelone

Die Honigmelone ist ein Handelstyp der Zuckermelone (Cucumis melo) und durch ihre gelbe Frucht gekennzeichnet. Dieser Handelstyp ist nicht nachreifend und zählt zur Varietät inodorus.

## Namen
Die Honigmelone ist auch bekannt als: Gelbe Honigmelone, Gelbe Kanarische, Gelbe Kanarische Melone, Amarillo und Tendral Amarillo.

## Merkmale
Nach der Handelstypen-Einteilung der OECD hat die Honigmelone folgende Eigenschaften: Die Frucht ist oval bis elliptisch mit einem Verhältnis Höhe zu Durchmesser von 1,1 bis 1,9. Die Frucht ist im Durchschnitt 1,5 bis 3 kg schwer. Die Farbe der Oberfläche ist zur Reife ein leuchtendes Gelb bis Orange-Gelb. Es gibt keine sekundären Farben, lediglich am Blütenende können die Nerven von etwas dunklerer Farbe sein. Die Haut ist generell nicht genetzt. Sie kann stark faltig oder nicht faltig sein, jedoch nicht gerippt. Nähte fehlen. Das Fruchtfleisch ist grünlich-weiß bis leicht orange zur Samenhöhle hin. Der Fruchtstiel löst sich nicht von selbst und ist in der Regel an der Frucht vorhanden.
Die Honigmelone enthält je 100 Gramm 90 g Wasser, 9,1 g Kohlenhydrate (davon 8,1 g Zucker), 0,1 g Fett und 0,5 g Eiweiß. Sie enthält vor allem Vitamin C sowie Vitamin B9, B6 und K. Unter den Mineralstoffen kommen v. a. Kalium und Magnesium in nennenswerter Menge vor.